# DINコネクタ

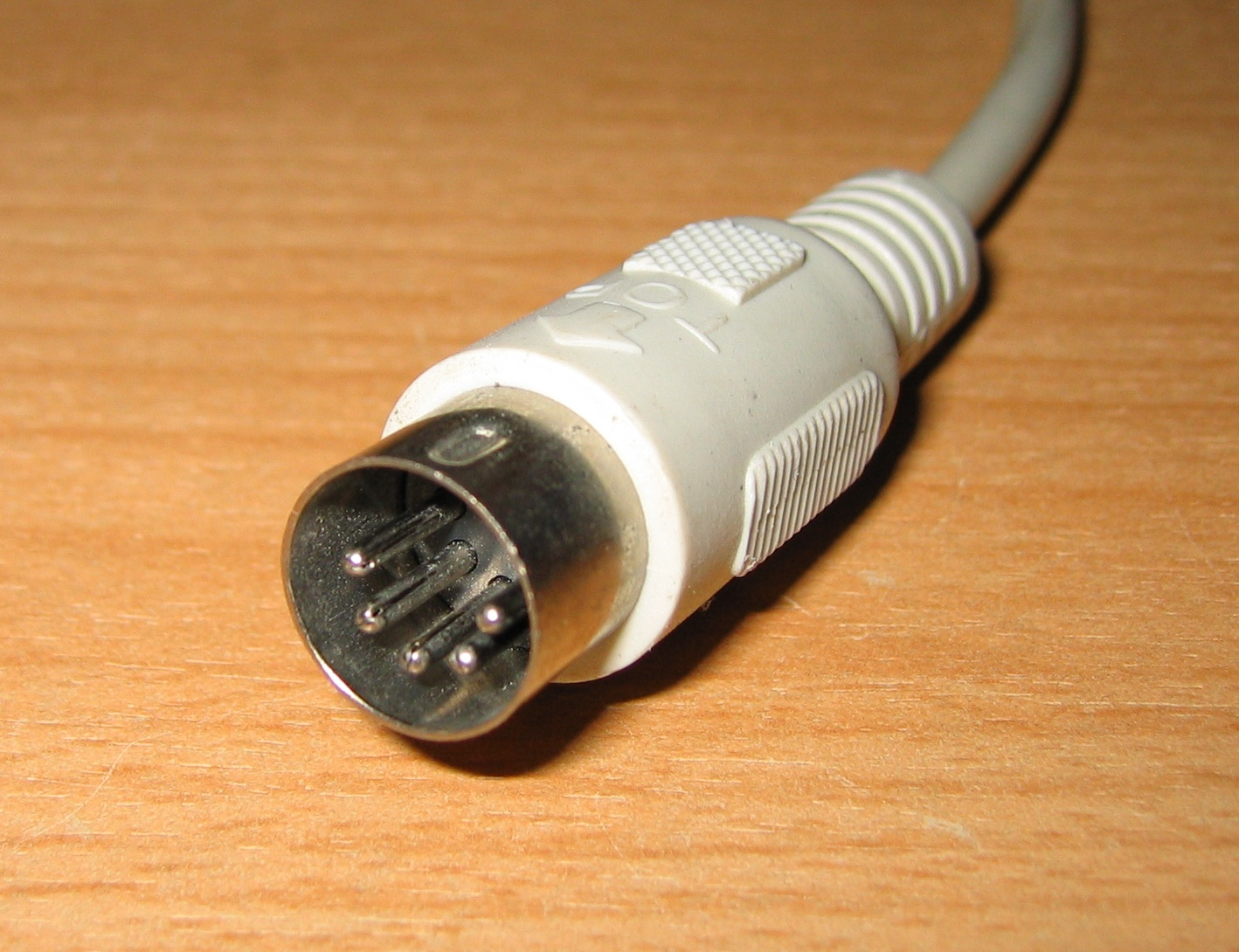
5pin DINコネクタ(オス)

DINコネクタ（ダインコネクタ、あるいは、ディンコネクタ）とはドイツ工業品標準規格 (DIN:Deutsches Institut fur Normung) により規格化されたコネクタ一般のことで、丸形コネクタを指すことが多いが、VMEバスのような電子基板同士を接続するツーピースコネクタもある。

## 丸形コネクタ
いわゆるDINコネクタと称されるもので、プラグ側の形状は直径13.2mmの丸い金属シールドの内側に2ピンから8ピンの信号線を配置している。一般にプラグの信号ピンはオス、レセプタクル（ジャック）はメスである。金属シールドの一部が凹んでいるため、信号ピンが別のジャックに入るのを防いでいる。また、上図に示すように一部は同じピン数でも複数の配列があり、相互を区別して接続することが可能になっている。
メーカーによってはプッシュロック、回転式ロック機構を備える互換品を製造している場合があるが本来の規格ではロック機構は無く抜けやすいが、それにより接続部に外部から力がかかった場合の安全対策にもなりうる。

### 丸形コネクタの応用
- 音響機器
  - 5PINのコネクタによりステレオ信号の入出力として特にオープンリールテープレコーダーの接続用として用いられた。
  - 多ピンコネクタによるテープレコーダーのリモートコントロール端子
  - クラリオン製（ブランド名アゼスト、OEMされた物も含む）カーオーディオのCD/MDチェンジャー接続ケーブル（DIN13ピン）
- 電子楽器
  - MIDI信号用のコネクターとして制定されている。かつてはDIN Syncという同期用の接続端子としても用いられた。MIDI端子
- コンピュータ

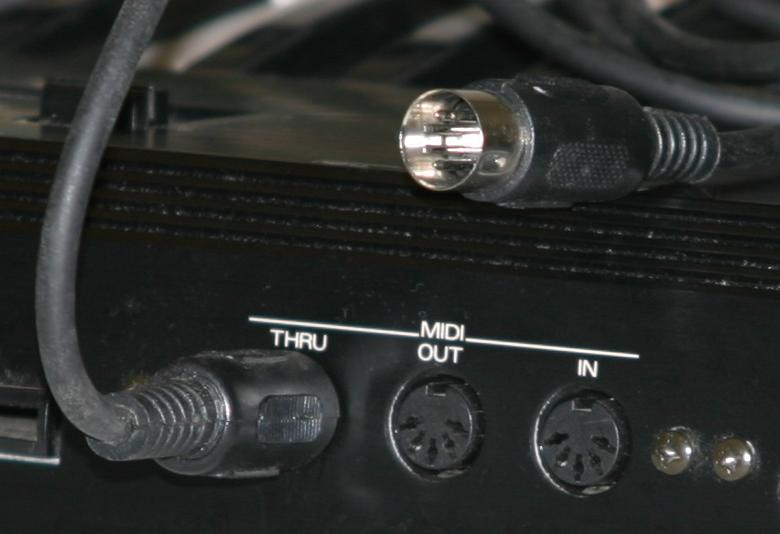
MIDI端子

  - PC/ATおよびその互換機におけるキーボード接続端子（ATコネクタ）として使われていた。その後1987年に発売されたIBM PS/2が採用したミニDIN6ピンのPS/2コネクタに取って代わられた。
  - NECのPC-8801mkIIからPC‐8801mkII FR/MRまでのキーボード接続端子(DIN 13ピン)として使われた。PC-8801FH以降からはミニDIN5ピンのコネクタに変更された。
  - デジタルRGB（コンピュータ用DIN8ピンまたはDIN6ピン）
  - MSXのアナログRGB端子（コンピュータ用DIN8ピン）
  - NEC PC-8001、PC-8801、PC-9801シリーズのモノクロモニター端子
  - データレコーダの接続端子
  - ライトペンの接続端子
  - シャープ X1シリーズ、X68000シリーズの専用ディスプレイ制御端子(DIN8ピン)
- ゲーム機
  - SC-3000およびSC-3000HのAV端子（U字形DIN5ピン）
  - PCエンジンコアグラフィックス、PCエンジンシャトルおよびPCエンジンスーパーグラフィックス等のAV端子（U字形DIN5ピン）
  - PCエンジンDuo/Duo-R/Duo-RX等のAV端子（同上）
  - セガ・マークIII、マスターシステムおよびメガドライブのAV端子（オーディオ用DIN8ピン）
  - ネオジオおよびネオジオCDのAV端子（コンピュータ用DIN8ピン）
- その他
  - ケンウッド製カーナビ一部機種のRGBケーブル（DIN8ピン）
  - クラリオン製（ブランド名アゼスト）・パナソニック製カーナビ一部機種のRGBケーブル（DIN13ピン）
  - シグマ電子、KIC等各社アーケードゲーム基板用コントロールボックス（同上）

### 関連規格番号

#### DIN41612規格
DIN41612規格は、一般的にDINコネクタに定められている規格であり、この他にも、DIN規格はDINコネクタのような丸型コネクタに関する規格を定めているものがある。また、DIN規格はドイツ工業会規格である。

## スピーカーDINコネクタ

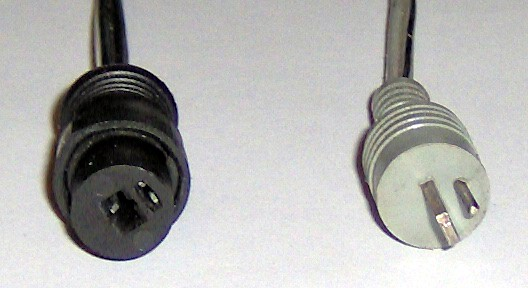
スピーカDINコネクタ
メス(左)とオス(右)

2PINのコネクタで、オスは真ん中に横長のピンがあり、その上に細い丸型のピンがある。対してメスは真ん中の受け口がプラス型、上がマイナス型をしており、視覚的にどちらが陽極か見分けることが出来る。規格としては旧型であり、昔のスピーカーなどにその名残を見ることが出来るが、現在ではほとんど流通していない。ただし部品を通信販売などで購入することは可能。フランスではDIN HPと呼ばれる（HPはスピーカーのフランス語、オーパルールHaut Parleurの略）。歴史的な電子楽器オンド・マルトノの旧型機種のスピーカー出力に採用されている。

## 小型丸形コネクタ
いわゆるミニDINコネクタと称される物で、プラグの形状はDINコネクタより小さい直径9.5mmになっている。

## ツーピースコネクタ
電子基板同士の接続に利用されるコネクタである。主としてコンピュータのバスであるとかモジュール化されたユニットをマザーボードと接続する際に多用される。エッジ・コネクタと比較して基板の厚さによる接触圧の影響を受けないために安定した接続が可能である。2列あるいは3列で64ピンから96ピンの物が一般的だが大電流用の物や同軸コネクタを組み込んだ物など多くのバリエーションがある。

### ツーピースコネクタの応用
- VMEバス - 現在も使われるモジュールバス
- NuBus - Macintoshの拡張スロットとして一時期利用されていた

### ツーピースコネクタの関連規格番号
- DIN 41612 / IEC 60603-2
- DIN 47297